# پوور سیتی
پوور سیتی (به لاتین: Pu'er City) یک شهر مرکزی در جمهوری خلق چین است که در یون‌نان واقع شده‌است. پوور سیتی ۴۵٬۳۸۵ کیلومتر مربع مساحت و ۲٬۳۶۰٬۰۰۰ نفر جمعیت دارد و ۱٬۳۰۶ متر بالاتر از سطح دریا واقع شده‌است.